# Marie-Émile Boismard
Marie-Émile Boismard (14 dicembre 1916 – Gerusalemme, 23 aprile 2004) è stato un biblista francese.
Membro dell'Ordine Domenicano, insegnò Nuovo Testamento all'École biblique della capitale. Fu uno dei traduttori della Bibbia di Gerusalemme. Formulò nuove ipotesi in relazione al problema dell'origine dei Vangeli Sinottici, dei due testi dell'Apocalisse e del Codex Bezae.

## Biografia
Marie-Émile Boismard nacque da  Armand Boismard (1883-1966), ufficiale di fanteria, e Marie Collière (1887-1948), quarto di una famiglia di otto figli. Conseguita la maturità (con una menzione in filosofia), entrò nella provincia domenicana di Lione dove, nel '35, fece professione dei voti, ricevendo il nome di Marie-Émile. 
Nel '37 prestò servizio di leva come operatore radiofonico. Allo scoppio della Seconda guerra mondiale fu mobilitato e assegnato a una divisione di carri armati leggeri. Allo scioglimento dell'esercito da parte del Governo di Vichy, si unì allo studentato di Saint-Alban-Leysse, dove fu ordinato sacerdote nel 1943. Fece quindi ritorno a Le Saulchoir di Etiolles presso il quale ottenne il lettorato universitario in teologia con una tesi intitolata la doxa dans les épîtres de Paul" ("la doxa nelle epistole di Paolo").
Il 16 gennaio 1946 fece approdo a Gerusalemme per entrare a far parte dell'École biblique. Due anni più tardi, il biblista Pierre Benoit, allora incaricato dell'insegnamento del Nuovo Testamento, lo reclutò nel corpo docente dell'istituto. Si specializzò nel corpus giovanneo e collaborò a una nuova traduzione  commentata dell'Apocalisse, che fu data alle stampe nel 1950. 
La notorietà di quest'opera gli procurò la nomina a titolare della cattedra di Nuovo Testamento presso l'Università di Friburgo. Nel '53 ritornò alla Scuola Biblica di Gerusalemme, sostituito da Ceslas Spicq. Qui rimase per più di quattro decadi, focalizzando in modo particolare i propri interessi di studio e ricerca sul Vangelo di Giovanni, sui Vangeli sinottici e sugli Atti degli Apostoli.

## Pensiero e pubblicazioni

### Vangelo secondo Giovanni
Avanzò l'ipotesi che l'autore del Vangelo secondo Giovanni, Giovanni il Presbitero, non fosse san Giovanni apostolo. Infatti, riportò alla luce un insiemi di fonti storiche che daterebbero la morte dell'apostolo Giovanni, figlio di Zebedeo, al 43 d.C., o poco più tardi: una cronaca del vescovo Papia, 
e vari testi successivi come un martirologio siriaco relativo al martirio dei due apostoli figli di Zebedeo a Gerusalemme, un libro di liturgia gallicana, un sacramentario irlandese e un manoscritto conservato nella cattedrale di Treviri. Questo, sempre secondo M.-É. Boismard, si conformerebbe al Vangelo di Marco, rispetto al passo nel quale Gesù predisse a Giovanni e Giacomo, figli di Zebedeo, la morte per martirio, evento che sarebbe incompatibile con la tradizione che vuole la morte di Giovanni ad Efeso in età avanzata.
Boismard partecipò alla traduzione della Bibbia di Gerusalemme e ha firmato la Synopse des quatre Évangiles ("Sinossi dei quattro Vangeli"). Nel 1988 fu nominato dottore honoris causa dall'Università Cattolica di Lovanio (KUL). Segnò l'esegesi del XX secolo, influenzando molteplici generazioni di studenti e ricercatori. Prese parte alla serie di programmi sulla nascita del Cristianesimo dal titolo Corpus christi (1997-1998), a cura di Gérard Mordillat e Jérôme Prieur, che suscitò grande scalpore in Francia e Germania dopo la sua prima messa in onda nel canale Arte.

### Atti degli Apostoli
Malgrado la quota congetturale interna all'ipotesi proposta da Boismard e Lamoille sugli Atti degli Apostoli, lo storico delle religioni francese François Blanchetière ritenne che «essa permetteva di risalire in modo oggettivo e il più lontano possibile nelle tappe di redazione di questo libro», e la considerò come una delle basi di lavoro possibili, «seppure non l'unica». Tale ipotesi prenderebbe in esame «le discrepanze tra il testo occidentale e il testo alessandrino, al fine di far emergere la pluralità delle fonti e l'evoluzione della scrittura, laddove ogni stratificazione redazionale possiede i propri orientamenti».
Il lavoro di Marie-Émile Boismard e Arnaud Lamouille identifica quattro ipotetici documenti di origine. Il primo è quello che chiamano "documento petrino" o "documento P", che costituisce le "gesta di Pietro" e che sarebbe sostanzialmente contenuto nella prima parte degli Atti. Inoltre, i primi due autori degli Atti avrebbero utilizzato un "documento giovanneo", scritto da un nazoreo che a sua volta fu fortemente influenzato da san Giovanni il Battista.
Alcuni brani, scritti in prima persona plurale, come Ma quando furon passati quei giorni, uscimmo e ci mettemmo in viaggio, (Atti 21,5), indurrebbero a pensare che una delle fonti sia un “diario di viaggio”. Infine, la quarta fonte sarebbe un "documento paolino", scritto anche da un discepolo di Paolo di Tarso.
Oltre alle quattro fonti suddette, Boismard e Lamouille identificarono tre fasi di redazione che ribattezzarono Atto I, Atto II, Atto III (Act I, Act II, Act III, al singolare). Atto II rappresenterebbe il testo occidentale il cui autore proposto è Luca, testo che sarebbe stato rivisto da altri autori per giungere ad Atto III, che è la versione pervenuta fino all'età moderna. L'autore di Atto I avrebbe recepito il “documento petrino” e il “diario di viaggio”, omettendo di replicare il testo in prima persona plurale. Avrebbe usato il “documento giovanneo” per comporre i discorsi attribuiti a Pietro (Atti 3,19-26), a Stefano (At|7,2s) e a Paolo (At 13,17s). Boismard dichiarò che «Atto I è a grandi linee già strutturato come il Libro degli Atti a nostra disposizione», seguito dalle "Gesta di Pietro" e dalle "Gesta di Paolo". Tuttavia, l'episodio del Concilio di Gerusalemme (Atti 15,1-33) sarebbe appartenuto inizialmente al documento petrino e poi spostato nelle "Gesta di Paolo" (come risulta da Atti 15,5) dall'autore di Atto II (che potrebbe essere Luca).

#### Ipotesi sulla datazione
Marie-Émile Boismard e André Lamouille propongono di identificare il secondo autore con l'evangelista Luca. La loro redazione si colloca all'interno della cornice dei conflitti che hanno contrapposero i diversi gruppi cristiani fra la sesta e la nona decade d.C., e soprattutto fra l'ottava e la nona. Il contesto è «anche nel quadro dei conflitti per il primato che, più o meno nello stesso periodo, si opposero alle correnti religiose che attraversavano la nazione giudaica».
Secondo Marie-Émile Boismard e André Lamouille, il secondo editore degli Atti (forse Luca) avrebbe ampiamente modificato il testo durante l'ottava decade, mentre il terzo editore avrebbe apportato le sue integrazioni e modifiche nel corso della nona.
Boismard e Lamouille ipotizzarono l'esistenza di un documento petrino antecedente alla caduta di Gerusalemme, utilizzato come una delle fonti da parte degli autori degli Attiche avrebbero selezionato alcuni episodi, scartandone altri.

#### Piano degli Atti secondo Boismard e Lamouille
La storia si compone di due grandi insiemi che si susseguono nel "Documento petrino" o Gesta di Pietro" (capitoli da 1 a 12) seguito dalle "Gesta di Paolo" (capitoli da 13 a 28). Questa era la situazione che si presentava al termine dell'opera di stesura da parte del primo autore degli Atti. Il collegamento tra i due resoconti avviene con la discesa di Paolo e Barnaba a Gerusalemme per portare una colletta fatta ad Antiochia che probabilmente non ebbe luogo e che comunque non è menzionata nelle Epistole di Paolo.
Le gesta di Paolo iniziano con il racconto della conversione dell'apostolo. Fu il secondo autore degli di Atti (di Atto II) — forse Luca — a spostare questa narrazione e a inserirla nelle Gesta di Pietro subito dopo il racconto del martirio di Stefano (8,3a; Atti 9,1-30).
Secondo Boismard e Lamouille, la versione iniziale prevedeva solo due viaggi missionari, descritti nei capitoli da 13 verso 1 al capitolo 18 verso 22. Fu il secondo autore degli Atti che aggiunse un terzo viaggio missionario basato sulle stesse fonti dell'autore precedente per ampliare, tra l'altro, l'episodio dell'evangelizzazione a Efeso. Fu sempre lui ad inserire tra le "Gesta" dei due apostoli il racconto della morte di Agrippa I, alimentando così l'idea secondo la quale tutto ciò che precede sia datato prima del 44 e tutto ciò che segue sia successivo.
Il citato secondo autore spostò l'episodio all'Assemblea di Gerusalemme per inserirlo nelle "Gesta di Paolo", in At 15,5s. Trasferì anche il resoconto della sostituzione di Giuda Iscariota con Mattia che il primo autore aveva pubblicato molto più avanti. Lo inserì in Atti 1,1s, «separando così indebitamente la narrazione dell'Ascensione dalla Pentecoste», in modo tale da creare così un'incongruenza rispetto al numero dei compagni apostoli di Pietro presenti nel testo occidentale (Atto II) e la correzione presente nel testo alessandrino (Atto III). Successivamente, l'autore dell'Atto III aggiunse un resoconto della morte di Giuda Iscariota.. Questa versione della morte di Giuda sarebbe diversa dalle altre due versioni conosciute all'inizio del II secolo.
Questa ipotesi, formulata negli anni Ottanta, non ha più alcun credito nell'esegesi contemporanea o tra gli storici.

## Premi e riconoscimenti
Nel 1984 fu promosso Ufficiale dell'Ordine Nazionale al Merito.

## Opere
- "L'Apocalypse", ou "les Apocalypses" de S. Jean, Revue Biblique, volume 56, n. 4 (Ottobre 1949), pp. 507-541
- L'Apocalypse (La Sainte Bible traduite en français sous la direction de l'École biblique de Jérusalem), Parigi, Éd. du Cerf, 1950.
- Le Prologue de saint, Parigi, Éd. du Cerf, «Lectio Divina» 11, 1953.
- Du Baptême à Cana (Jean 1,19-2,11), Parigi, Éd. du Cerf, «Lectio Divina» 18, 1956.
- Quatre hymnes baptismales dans la première épître de Pierre, Parigi, Éd. du Cerf, «Lectio Divina» 30, 1961.
- Synopse des quatre évangiles en français avec parallèles des apocryphes et des Pères, vol. I, Textes, con P. Benoit, Parigi, Éd. du Cerf, 1965.
- Synopse des quatre évangiles en français, vol. II, Commentaire, con P. Benoit, A. Lamouille et P. Sandevoir, Parigi, Éd. du Cerf, 1972.
- Synopse des quatre évangiles en français, vol. III, L'évangile de Jean, con A. Lamouille et G. Rochais, Parigi, Éd. du Cerf, 1977.
- La Vie des Évangiles. Initiation à la critique des textes, con A. Lamouille, Parigi, Éd. du Cerf, 1980.
- Le Texte occidental des Actes des apôtres. Reconstitution et réhabilitation, (2 voll.) (Synthèse 17), con A. Lamouille, Parigi, Éd. Recherche sur les civilisations, 1984. Édition nouvelle entièrement refondue (Études bibliques NS 40), Parigi, J. Gabalda, 2000.
- Synopsis Graeca Quattuor Evangeliorum, con A. Lamouille, Lovanio-Parigi, Peeters, 1986.
- Moïse ou Jésus. Essai de christologie johannique (BETL, 86), Lovanio, University Press-Peeters, 1988.
- Les Actes des deux apôtres (3 vol.) con A. Lamouille (Études bibliques 12-14), Parigi, J. Gabalda, 1989.
- Un évangile pré-johannique (F. vol. I [Jean 1,1-2,12] en 2 tomes, con Arnaud Lamouille, Parigi, Gabalda [Études Bibliques, n.s. 17-18], 1993; vol. II [Jean 2,13-4,54] en 2 tomes, Parigi, Gabalda [Études Bibliques n.s. 24-25], 1994; vol. III).
- L'évangile de Marc. Sa préhistoire (F. Paris, Gabalda [Études Bibliques n.s. 26], 1994).
- Faut-il encore parler de « résurrection »? (F. Paris, Cerf, 1995)
- Jésus, un homme de Nazareth, raconté par Marc l'évangéliste, Éd. du Cerf, 1996.
- Le martyre de Jean l'apôtre (CRB 35), Parigi, Gabalda, 1996.
- L'Évangile de l'enfance (Luc 1 - 2) selon le proto-Luc (Études bibliques 35), Parigi, J. Gabalda, 1997.
- En quête du proto-Luc (Études bibliques 37), Parigi, J. Gabalda, 1997.
- À l'aube du christianisme. Avant la naissance des dogmes (Théologie), Parigi, Cerf, 1998.
- Critique textuelle ou critique littéraire? Jean 7,1-51 (CRB 40), Parigi, J. Gabalda, 1998.
- La lettre de saint Paul aux Laodicéens retrouvée et commentée (CRB 42), Parigi, Gabalda, 1999.
- L'énigme de la lettre aux Éphésiens (Études bibliques NS 39), Parigi, J. Gabalda, 1999.
- Le baptême selon le Nouveau Testament (Théologies), Parigi, Le Cerf, 2001.
- Comment Luc a remanié l'évangile de Jean (CRB 51), Parigi, J. Gabalda, 2001.
- L'évangile selon Matthieu, d'après un papyrus de la collection Schøyen. Analyses littéraires (CRB 55), Parigi, Gabalda, 2003.